# Kanton Plélan-le-Grand
Kanton Plélan-le-Grand (francouzsky Canton de Plélan-le-Grand) je francouzský kanton v departementu Ille-et-Vilaine v regionu Bretaň. Tvoří ho osm obcí.

## Obce kantonu
- Bréal-sous-Montfort
- Maxent
- Monterfil
- Paimpont
- Plélan-le-Grand
- Saint-Péran
- Saint-Thurial
- Treffendel